# André Chénier

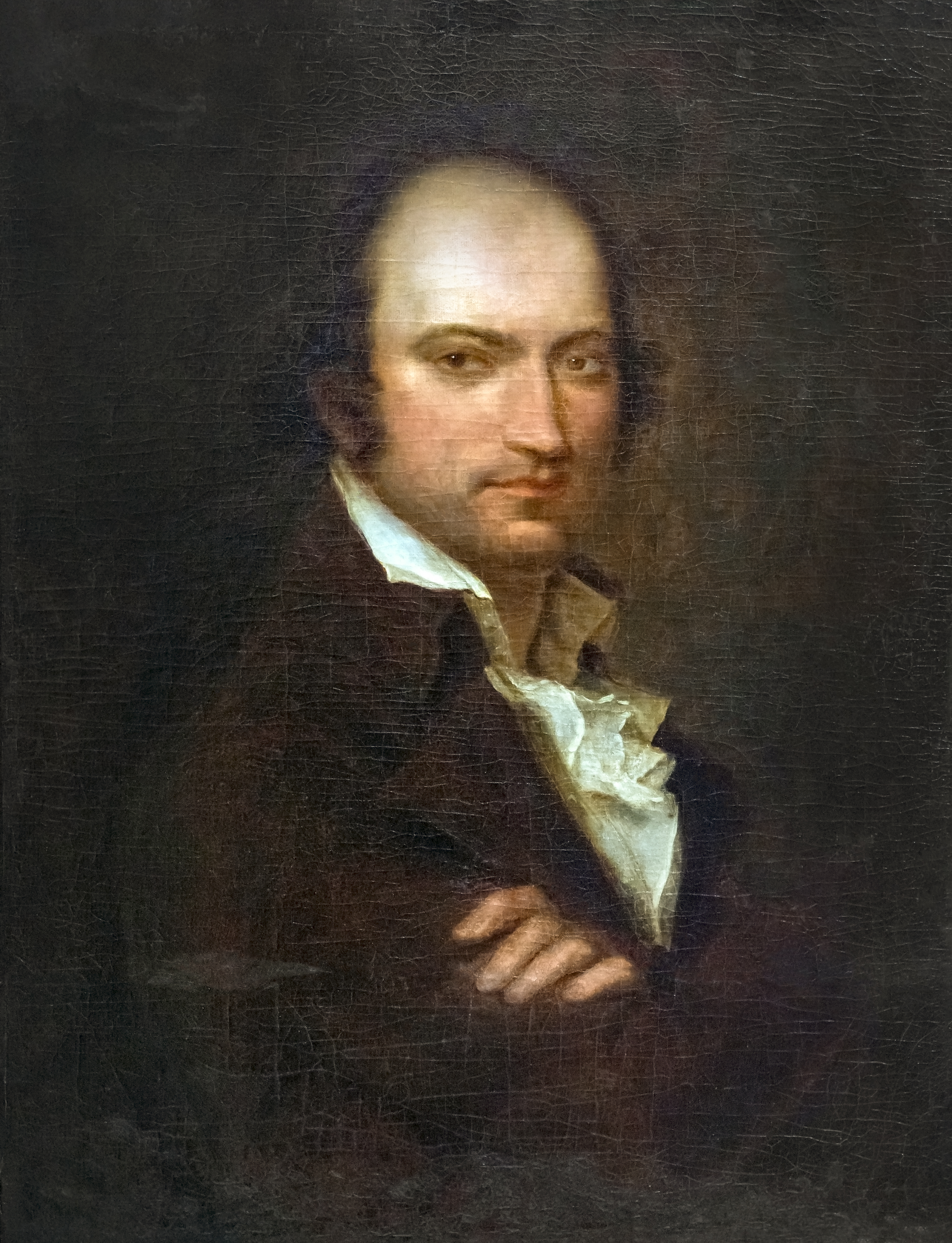
André Chénier

André Chénier (eigentlich André Marie Chénier, häufig André de Chénier, * 29. Oktober 1762 in Galata bei Istanbul; † 25. Juli 1794 in Paris) war ein französischer klassizistischer Autor, der vor allem als Lyriker bekannt ist. Er war Bruder des heute vergessenen Dramatikers Marie-Joseph Chénier.

## Leben und Schaffen
Chénier wurde als viertes von fünf Kindern des Tuchhändlers Louis de Chénier und dessen Frau Elisabeth Lomaca geboren. Der Vater, der aus einer südfranzösischen Kaufmannsfamilie mit adeligen Wurzeln stammte, hatte sich in jungen Jahren in Istanbul niedergelassen und war dort als Tuchhändler zu Wohlstand gelangt. Die Mutter entstammte der bedeutenden griechischen Minderheit der Stadt. Der Gebäudekomplex, in dem Chénier geboren ist und seine ersten Lebensjahre verbrachte, der sogenannte „St. Pierre Han“, existiert noch.
1765 kehrte die Familie aus ökonomischen Gründen nach Frankreich zurück, zunächst nach Paris. Hier trennte sie sich vorübergehend: Der Vater, der schon in Istanbul nebenberuflich als französischer Konsul gewirkt hatte, ging für mehrere Jahre in die marokkanische Hafenstadt Salé, wo er den Posten des französischen Konsuls erhalten hatte. Seine Frau und die drei ältesten Kinder blieben in Paris. André und Bruder Marie-Joseph wurden zu einem Onkel in Carcassonne, ebenfalls einem Tuchhändler, in Pflege gegeben.
1773 kamen sie beide wieder nach Paris, wo sie am Collège de Navarre eine solide humanistische Bildung erhielten. Daneben begegneten sie in dem als „griechisch“ firmierenden Salon ihrer gesellschaftlich aktiven Mutter diversen Literaten, Künstlern, Gelehrten, Naturforschern und – denn die antike griechische Kunst wurde gerade wiederentdeckt – Archäologen. Hier auch las Chénier ab ca. 1778 seine ersten Gedichte vor, die in der neoklassizistischen „anakreontischen“ Manier der Zeit gehalten waren, die griechischen und lateinischen Vorbildern folgte.
Nach einem enttäuschenden Versuch als adeliger Offizieranwärter in Straßburg 1782/83 machte er mit einem befreundeten Brüderpaar Bildungsreisen durch die Schweiz (1784) und Italien (1785), wo ihn die Funde antiker Kunst beeindruckten. Anschließend wohnte er wieder als intellektuell vielseitig interessierter junger Lebemann bei seiner Familie in Paris und betätigte sich als Schriftsteller. Hierzu wurde er, wie schon zuvor, von Gästen seiner Mutter ermutigt, z. B. dem seinerzeit bekannten anakreontischen Lyriker Ponce-Denis Écouchard-Lebrun, genannt Lebrun-Pindare. Vor allem verfasste er in diesen Jahren Lyrik: bucoliques (Hirtengedichte), élégies, épigrammes, odes, hymnes und poèmes. Ein Teil dieser Gedichte, insbesondere der Elegien, ist inspiriert von seiner schwärmerischen Liebe zu einer „Camille“, hinter der sich die verheiratete Michelle de Bonneuil verbirgt.
Neben der Lyrik im engeren Sinne schrieb Chénier einige Langgedichte im Stil der Epoche, u. a. das poetologische Überlegungen anstellende Fragment L’Invention (1787). Weiterhin begann er zwei groß angelegte wissenschaftlich intendierte Lehrgedichte ebenfalls nach dem Vorbild Lebruns: Hermès und L'Amérique. Sie sollten im Sinne der Aufklärung das naturkundliche bzw. das geografische Wissen der Zeit dichterisch darstellen, blieben aber unvollendet.
Ende 1787 nahm er, um etwas hinzuzuverdienen und sich vielleicht eine Karriere zu eröffnen, einen Posten als Sekretär des neuernannten französischen Botschafters in London an, der mit der Familie befreundet war. Da er jedoch, wie viele Franzosen der Zeit, England und die Engländer nicht mochte, fühlte er sich dort unwohl und fuhr häufig zu Besuchen nach Hause. Zu einem nennenswerten Einfluss englischer Literatur oder Philosophie auf sein Denken und Schaffen kam es nicht.
Im April 1790 ließ er sich wieder in Paris nieder, wo sich seit anderthalb Jahren die politischen Ereignisse überschlugen und sein Bruder sich soeben einen Namen als politischer Dramatiker gemacht hatte. Er schloss sich den gemäßigten Revolutionären an und betätigte sich als Versammlungsredner und Publizist für die Sache einer konstitutionellen Monarchie und meritokratischen Gesellschaftsverfassung.
Da er die Revolution mit der im September 1791 verabschiedeten Verfassung als erfolgreich beendet betrachtete, attackierte er ab Ende 1791, meist im königstreuen Journal de Paris, mit aggressiven Versen und Pamphleten die radikalen Revolutionäre, die Jakobiner, denen sich auch sein Bruder Marie-Joseph angeschlossen hatte. Als die Jakobiner im August 1792 die Macht eroberten, sah sich Chénier immer mehr zu einer Existenz im Untergrund verurteilt. Seine Versuche, sich aktiv an der Rettung König Ludwigs XVI. zu beteiligen, der im September abgesetzt und im Dezember angeklagt worden war, blieben erfolglos.
Nach der Hinrichtung des Königs im Januar 1793 flüchtete Chénier aus Paris und lebte versteckt bei Freunden in Versailles. Aus dieser Zeit datiert z. B. die zum politischen Mord aufrufende Ode à Charlotte Corday, worin er die Attentäterin verherrlicht, die am 13. Juli 1793 den radikalen Politiker Marat erdolcht hatte. In Versailles entstanden auch die Oden an „Fanny“, die inspiriert sind von der Liebe zu seiner Gastgeberin, der (verheirateten) Françoise Le Coulteux.
Anfang 1794 wurde er während eines Besuchs bei Freunden in Passy nahe Paris als unbekannter Verdächtiger verhaftet und nach seiner Identifizierung eingekerkert und zum Tode verurteilt. Die Anklage stützte sich auf die zutreffende Annahme, er sei an einer Aktion beteiligt gewesen, mit der während des Prozesses gegen den König Abgeordnete des Nationalkonvents dafür gewonnen oder auch dazu bestochen werden sollten, gegen das Todesurteil zu stimmen.
Auf seine Hinrichtung wartend, schrieb Chénier Schriften und Gedichte, die er mit seiner schmutzigen Wäsche aus dem Gefängnis schmuggeln und seiner Familie zukommen lassen konnte. Es waren überwiegend scharfe polit-satirische Texte (iambes), aber auch die berühmte Ode à une jeune captive, worin der Autor in der Rolle einer jungen Mitgefangenen spricht, die sich innerlich gegen den ihr drohenden Tod auf dem Schafott aufbäumt.
Am 25. Juli, mit 31 Jahren, wurde Chénier guillotiniert, zwei Tage vor dem Sturz des Diktators Robespierre und dem Ende des Großen Terrors. Sein Leichnam wurde vermutlich in ein Massengrab auf dem Cimetière de Picpus geworfen. Die Versuche verschiedener Leute, ihn zu retten, waren umsonst geblieben, und auch sein Bruder Marie-Joseph (der seinerseits als Abgeordneter des Nationalkonvents für die Hinrichtung des Königs gestimmt hatte) konnte nichts für ihn tun, da er bei Robespierre in Ungnade gefallen war.
Chénier war Mitglied der Pariser Freimaurerloge Les Neuf Sœurs.

## Bedeutung und Nachwirkung

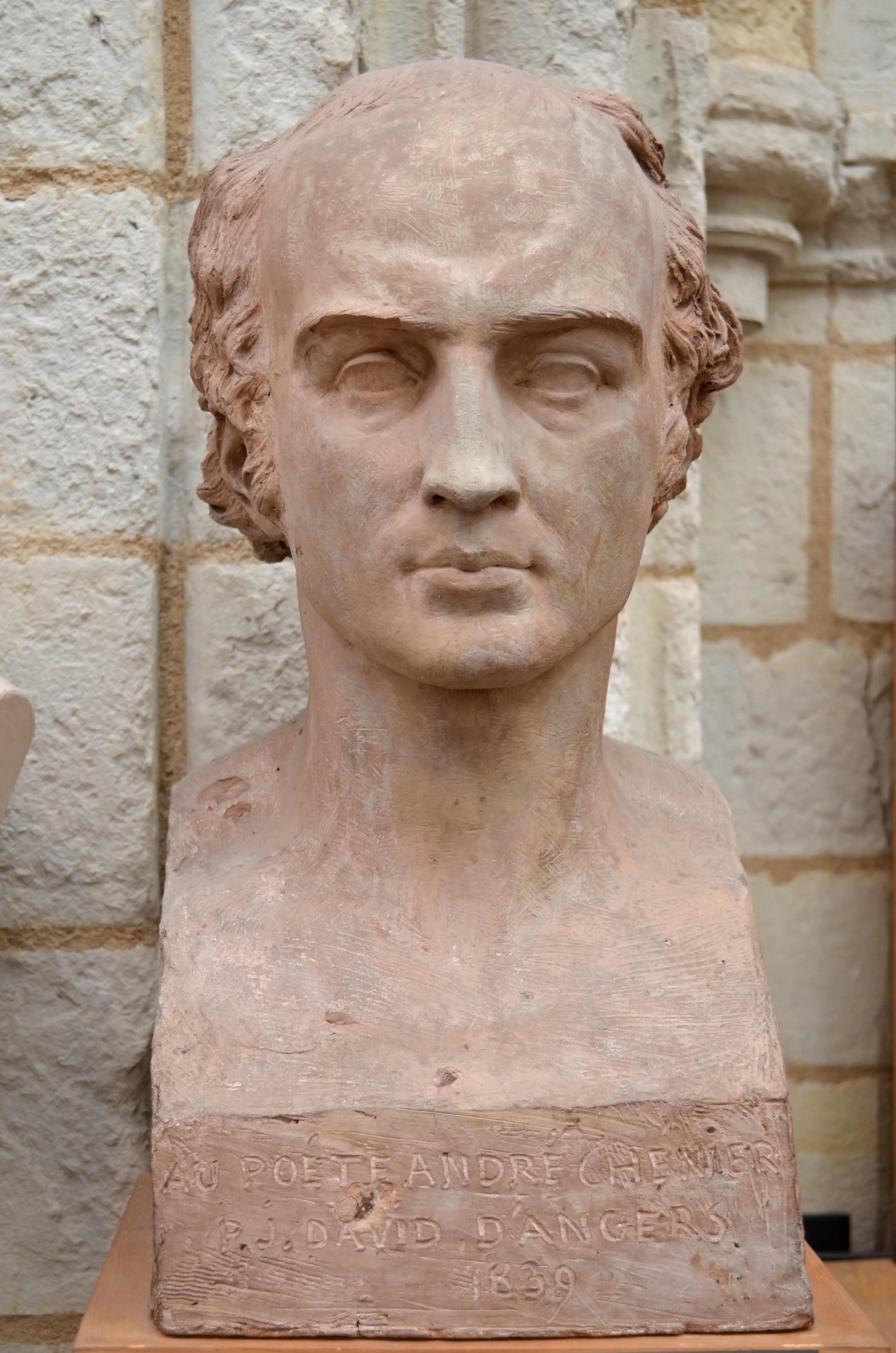
André Chénier von David d’Angers (1839)

Zu seinen Lebzeiten war Chénier nur kurze Zeit als Publizist und Pamphletist bekannt, sein im engeren Sinne literarisches Schaffen blieb bis auf wenige Ausnahmen ungedruckt und vieles blieb durch seinen frühen Tod Fragment. Obwohl er im 18. Jahrhundert lebte und schrieb, ist er insofern zu einem Autor des 19. geworden, als seine Lyrik erst 1819 mit dem Erscheinen einer Sammelausgabe einer breiteren Leserschaft zugänglich wurde und dann die junge Dichterschule der Romantiker sowie nach 1850 die der Parnassiens stark beeinflusst hat. Für beide Dichterschulen war Chénier vorbildhaft dank der Schönheit seiner Sprache, der spielerischen Leichtigkeit seiner Alexandriner, der Ausdruckskraft seiner Bilder, der Authentizität der dargestellten Gefühle und vielleicht auch dank der wehmütigen Grundstimmung, die seine Verse prägt. Sicher war an seinem Nachruhm auch sein früher, tragischer Tod nicht unbeteiligt.
Ebendiese Tragik hat naturgemäß viele Autoren und Künstler bewegt. Sie steht z. B. im Mittelpunkt der Oper Andrea Chénier von Umberto Giordano (uraufgeführt 1896).